# 萨宾陨石坑
萨宾陨石坑（Sabine）是月球正面位于静海西南部的一座大撞击坑，约形成于早雨海世，其名称取自英国数学家暨物理学家爱德华·赛宾爵士（Edward Sabine，1788年-1883年），1935年被国际天文学联合会批准接受。

## 描述

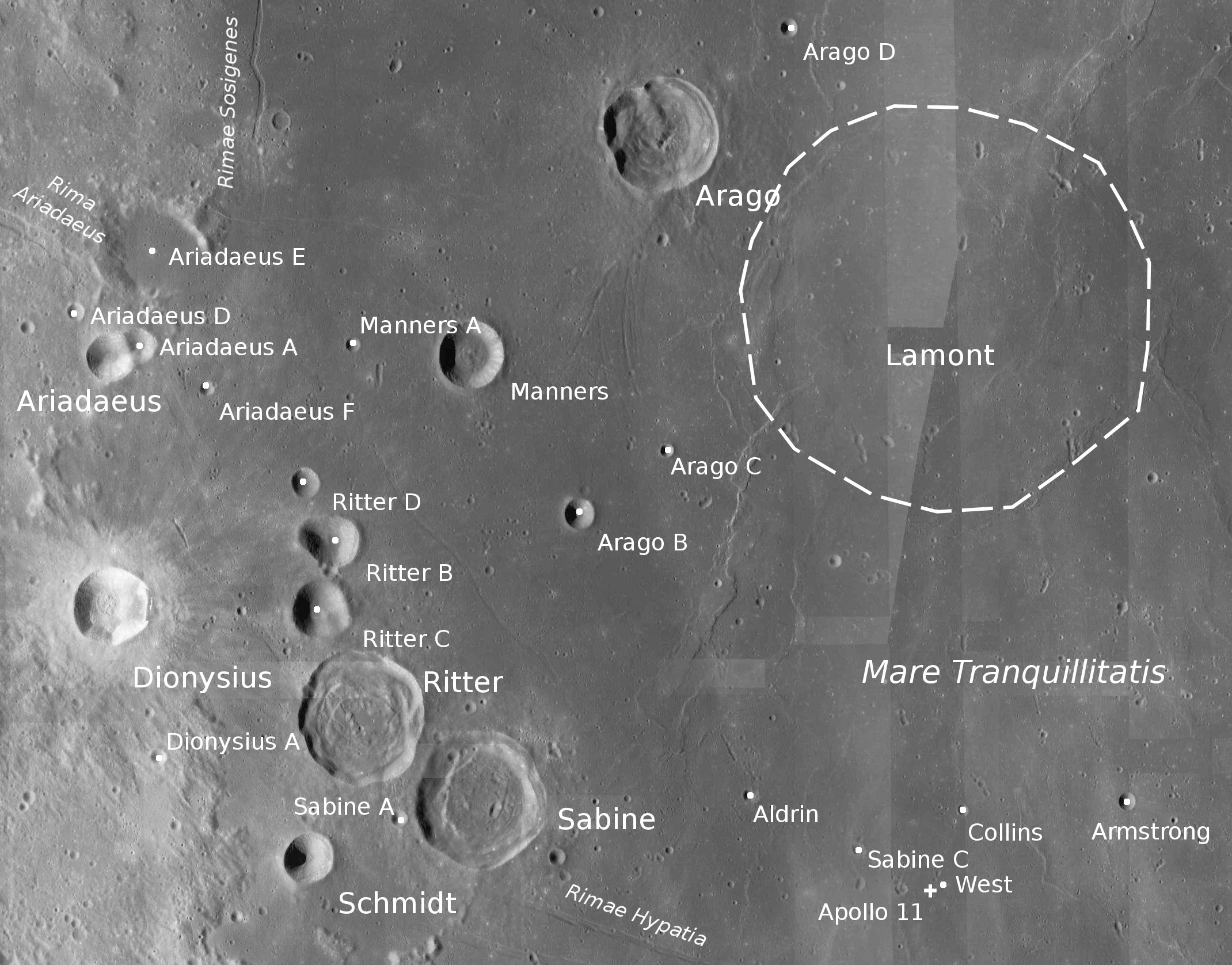
萨宾陨石坑周边图，月球勘测轨道飞行器拍摄。

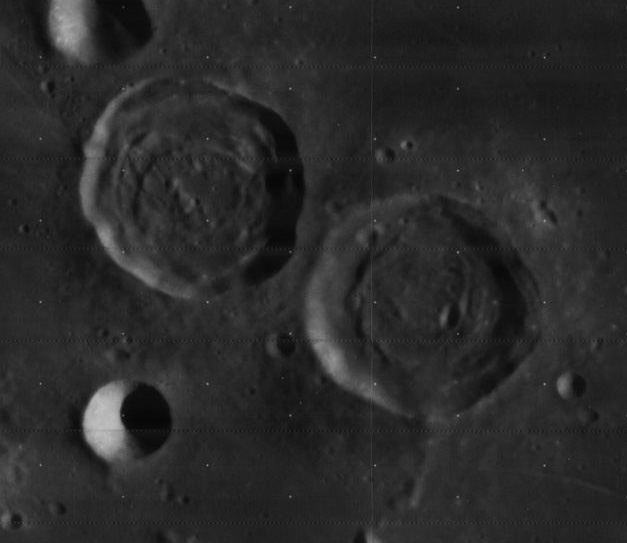
月球轨道器4号拍摄的萨宾陨石坑(中右)、李特尔陨石坑(中左)和 施密特陨石坑(左下)。

该陨坑西北毗邻李特尔陨石坑（两者仅相隔一道数公里宽的峡谷）、西南偏西靠近碗状的施密特陨石坑、奥尔德林陨石坑位于它的东侧、往北更远则是曼纳斯陨石坑和阿拉戈陨石坑，萨宾陨石坑东南横亘着笔直的希帕提娅月溪。该陨坑中心月面坐标为1°23′N 20°04′E / 1.38°N 20.07°E，分别位于直径29.75公里，深度约1.4公里。
萨宾陨石坑外观大致圆状，几乎未受侵蚀。坑壁边缘范围清晰，内侧壁带有坍塌的痕迹，西北内坡上覆盖了一对小撞击坑和一座中央山丘，坑壁平均高出周边地形910米，内部容积约603.02公里³。碗状的坑底崎岖不平，散布有一些小山丘，靠西侧延伸着一道与内壁平行的弧形山脊，中心点偏东南坐落着一座卵形的小陨坑。该陨坑的形态特征隶属于“TRI 型”(以该类陨坑的典型代表-特里斯纳凯尔陨石坑所命名)。
距东南偏南约85公里是"静海基地"-阿波罗11号任务的登月点及人类在月球踏出的第一步。
徘徊者8号在撞击静海月表前曾飞越过萨宾陨石坑。
萨宾陨石坑坑底较浅，形态特征类似于李特尔陨石坑，该二座坑原初被认为是火山臼，而非撞击坑。在《月球岩石：一位地质学家的月球探索史》一书中，前美国地质调查局月球地质学家唐纳德·威廉斯（Don Edward Wilhelms）描述：它们是一对形态和大小（29至30公里）完全相同的孪生坑，尽管明显年轻，但均没有放射状溅射边缘和次生坑，二者可能位于活跃的月海边沿。甚至是沿地堑-希帕提娅月溪分布的，最重要的是，它们较浅的坑底提供了判别撞击坑形成时间的依据。然而，在阿波罗登月完成后，人们才意识到所有盆地内的陨坑都普遍产生了均衡抬升，因为静海盆地较薄的月壳和内部更高的熔岩温度，降低了岩床的黏度，使它们能较其它地区的陨石坑更快地与周边地层进入地壳均衡状态。

## 卫星陨石坑
按惯例，最靠近萨宾陨石坑的卫星坑将在月图上以字母标注在它的中心点旁边。
| 萨宾 | 纬度   | 经度    | 直径   |
| ---- | ------ | ------- | ------ |
| A    | 1.3° N | 19.5° E | 4 公里 |
| C    | 1.0° N | 23.0° E | 3 公里 |

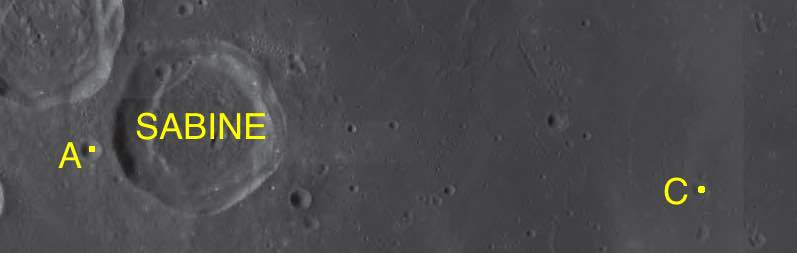
LAC-60 区域图

为纪念美国阿波罗11号全体宇航员，下列陨石坑已重新予以了命名.。
- 卫星坑"萨宾 B"于1970年被国际天文学联合会更名为奥尔德林陨石坑；
- 卫星坑"萨宾 D"于1970年被国际天文学联合会更名为柯林斯陨石坑；
- 卫星坑"萨宾 E"于1970年被国际天文学联合会更名为阿姆斯特朗陨石坑。

## 图集

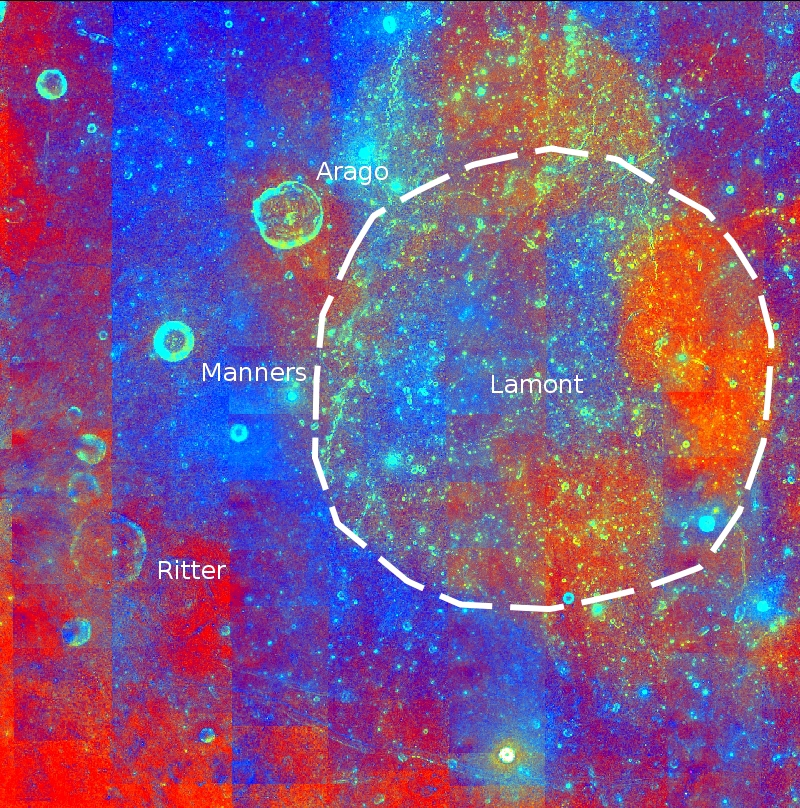
克莱门汀号紫外/可见光相机拍摄的图像
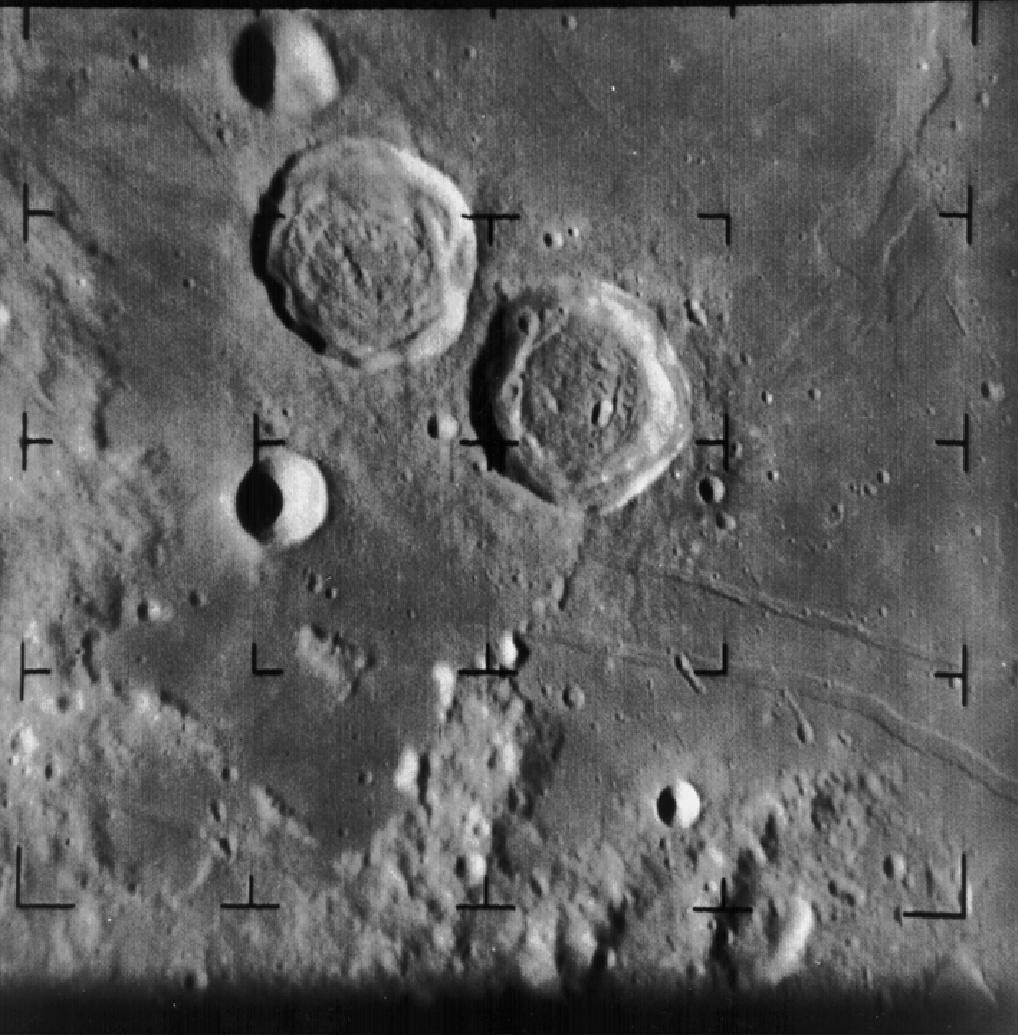
徘徊者8号拍摄的李特尔坑和萨宾坑照片
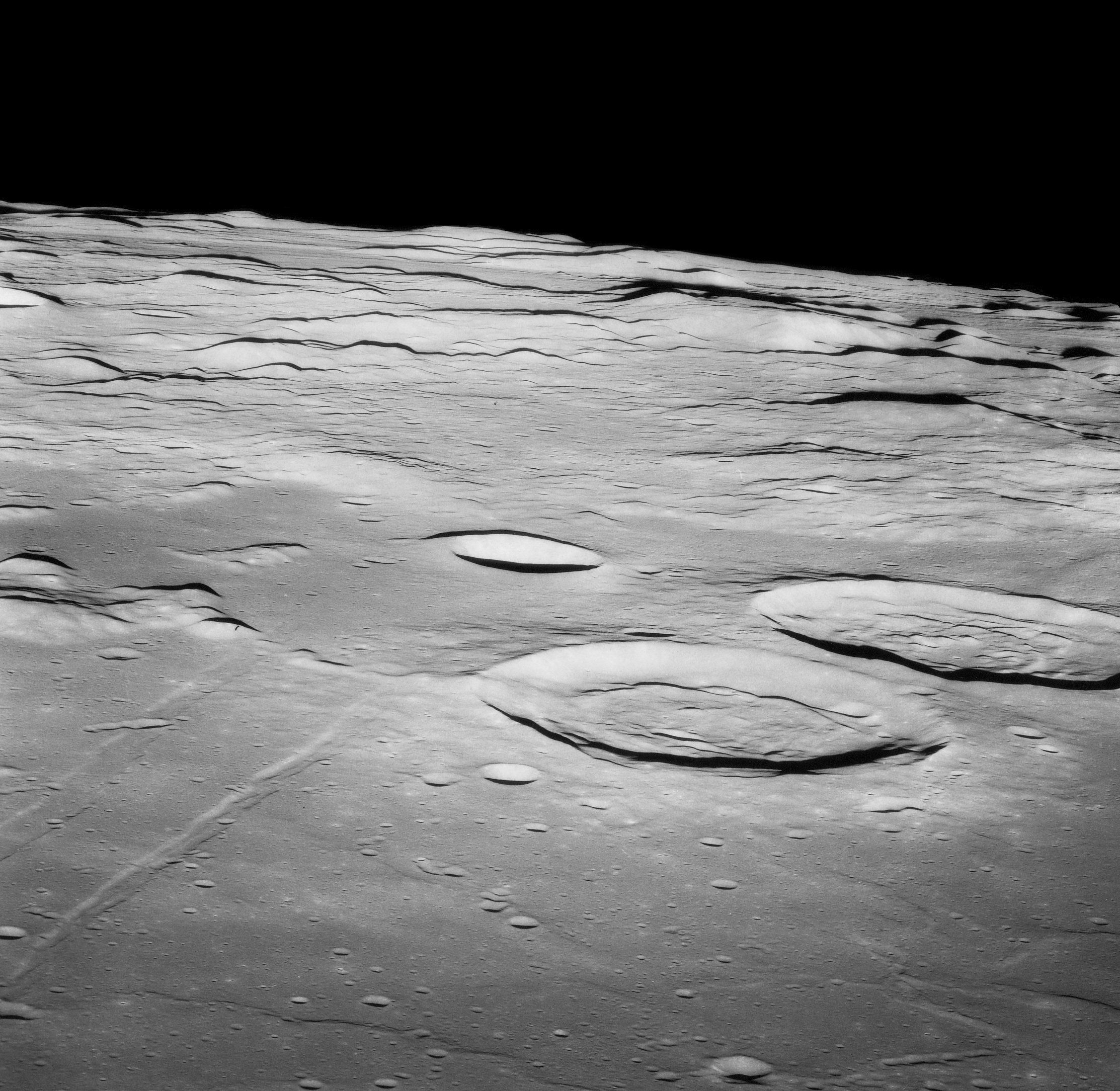
阿波罗11号拍摄的李特尔坑和萨宾坑(前景处)，左下方可看到希帕提娅月溪，图中央是施密特陨石坑。

## 另请参阅
- Andersson, L. E.; Whitaker, E. A. . NASA RP-1097. 1982.
- Blue, Jennifer. . USGS. July 25, 2007  [2007-08-05]. （原始内容存档于2019-12-05）.
- Bussey, B.; Spudis, P. . New York: Cambridge University Press. 2004. ISBN 978-0-521-81528-4.
- Cocks, Elijah E.; Cocks, Josiah C. . Tudor Publishers. 1995. ISBN 978-0-936389-27-1.
- McDowell, Jonathan. . Jonathan's Space Report. July 15, 2007  [2007-10-24]. （原始内容存档于2019-06-21）.
- Menzel, D. H.; Minnaert, M.; Levin, B.; Dollfus, A.; Bell, B. . Space Science Reviews. 1971, 12 (2): 136–186. Bibcode:1971SSRv...12..136M. doi:10.1007/BF00171763.
- Moore, Patrick. . Sterling Publishing Co. 2001. ISBN 978-0-304-35469-6.
- Price, Fred W. . Cambridge University Press. 1988. ISBN 978-0-521-33500-3.
- Rükl, Antonín. . Kalmbach Books. 1990. ISBN 978-0-913135-17-4.
- Webb, Rev. T. W.  6th revised. Dover. 1962. ISBN 978-0-486-20917-3.
- Whitaker, Ewen A. . Cambridge University Press. 1999. ISBN 978-0-521-62248-6.
- Wlasuk, Peter T. . Springer. 2000. ISBN 978-1-85233-193-1.